# Saint-Mard-sur-le-Mont
Saint-Mard-sur-le-Mont is een gemeente in het Franse departement Marne (regio Grand Est) en telt 104 inwoners (1999). De plaats maakt deel uit van het arrondissement Sainte-Menehould.

## Geografie
De oppervlakte van Saint-Mard-sur-le-Mont bedraagt 13,4 km², de bevolkingsdichtheid is 7,8 inwoners per km².
De onderstaande kaart toont de ligging van Saint-Mard-sur-le-Mont met de belangrijkste infrastructuur en aangrenzende gemeenten.

## Demografie
Onderstaande figuur toont het verloop van het inwonertal (bron: INSEE-tellingen).